# Calf roping

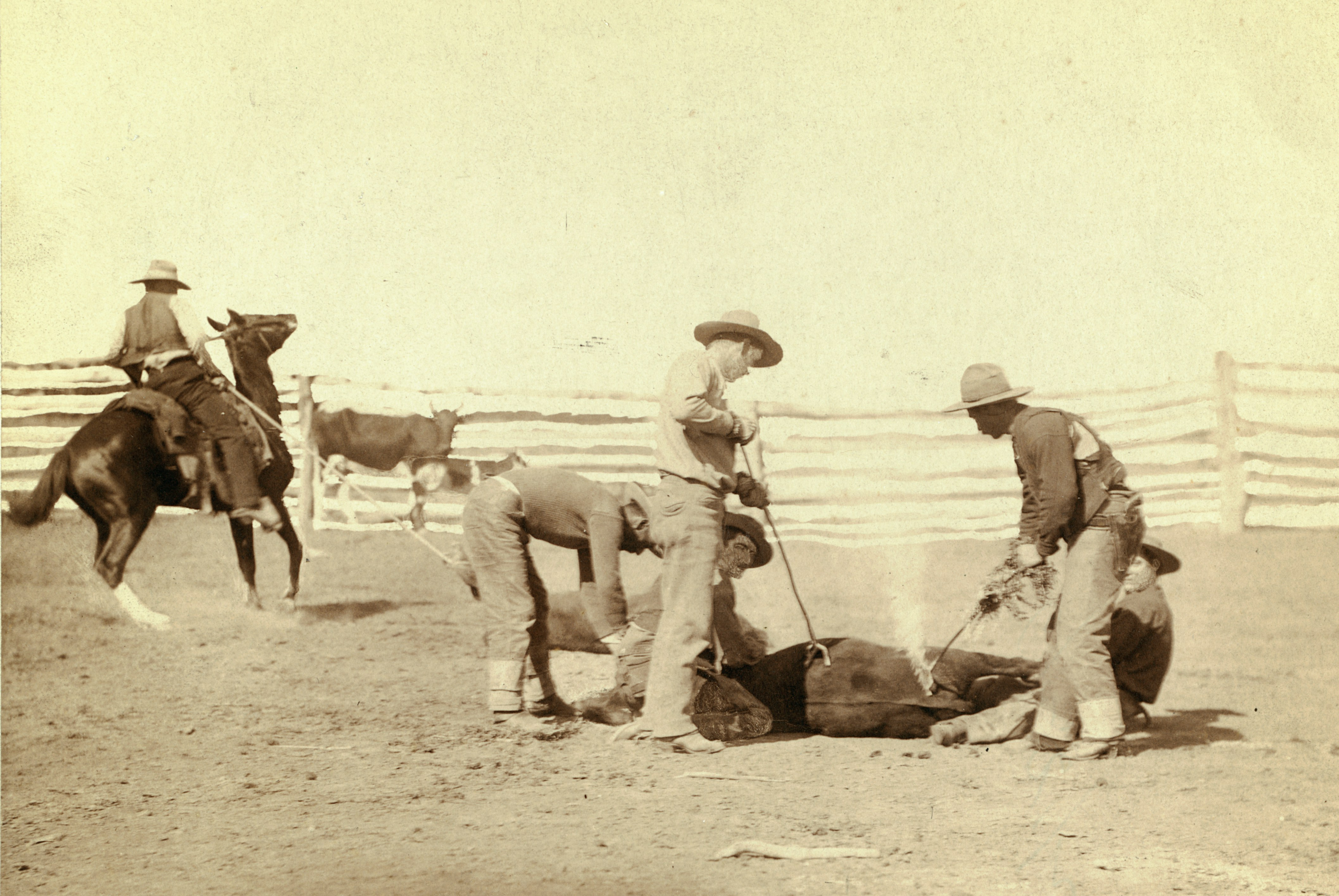

Calf roping (ang. wiązanie cielaka) jest konkurencją Western riding w której bierze udział cielak i jeździec na koniu. Celem konkurencji jest złapanie cielaka poprzez schwytanie go na lasso za kark lub rogi, zejście z konia, dobiegnięcie do cielaka i związanie mu razem trzech nóg. Konkurencja jest rozgrywana na czas.
W przepisach Polskiej Ligi Western i Rodeo konkurencja kończy się złapaniem cielaka na lasso, tzn. wiązanie go nie jest praktykowane.